# Golf Club of Houston
De Golf Club of Houston is een golfclub in de Verenigde Staten en werd opgericht in 2002 als de Redstone Golf Club. De club bevindt zich in Humble, Texas en heeft een 36 holesbaan, waarvan twee 18 holesbanen (de "Member"- en de "Tournament"-baan) met een par van 72. In 2013 werd de Redstone Golf Club verkocht door de "Escalante Golf" en vernoemde de club tot de Golf Club of Houston.

## Golfbanen
De "Member"-baan werd opgericht in 2002 en werd ontworpen door de golfbaanarchitect Jacobsen Hardy. De baan werd gebruikt voor het Houston Open, van 2003 tot 2005.
De "Tournament"-baan werd opgericht in 2005 en werd ontworpen door de golfbaanarchitect Rees Jones. Sinds 2006 wordt de baan gebruikt voor het Houston Open.

## Golftoernooien
De lengte van de "Member"-baan voor de heren is 6865 m met een par van 72. De course rating is 76,7 en de slope rating is 144. De lengte van de "Tournament"-baan voor de heren is 6787 m met een par van 72. De course rating is 78,8 en de slope rating is 138.
- Houston Open: 2003-heden